# 德国演艺剧院

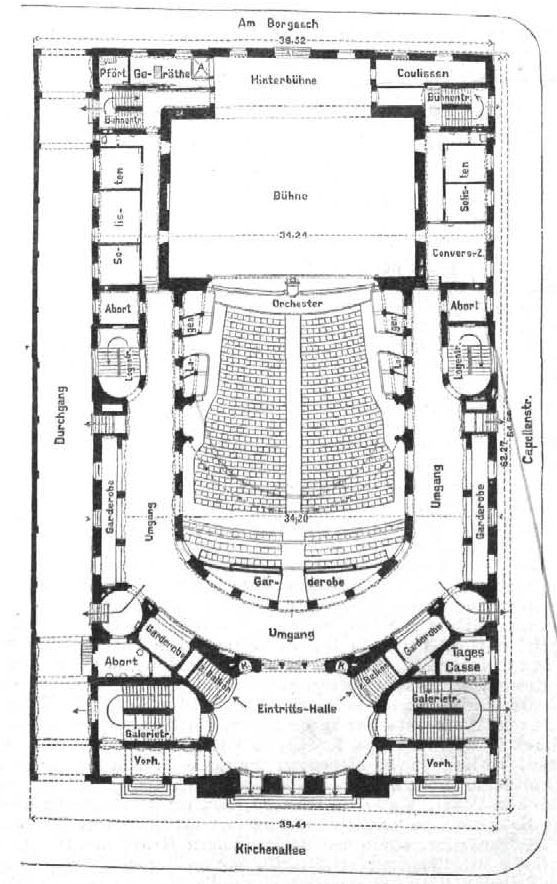

德意志剧院（Deutsches Schauspielhaus）是德国汉堡的一个剧院，位于圣格奥格区（St. Georg）。它是德国最大的剧院，可容纳观众1192人。它由著名的舞台女演员Franziska Ellmenreich建立于1901年。 